# Ludvík Cibulka
Plukovník Ludvík Cibulka (9. října 1890 Babice u Rosic – 30. března 1941 Buchenwald) byl legionář, důstojník československé armády a oběť nacismu.

## Život

### Mládí a první světová válka
Ludvík Cibulka se narodil 9. října 1890 v Babicích v dnešním okrese Brno-venkov. Mezi lety 1905 a 1909 studoval na obchodní akademii a poté pracoval v pivovaru v Těšeticích. V červnu 1915 nastoupil k c. k. pěšímu pluku a jako velitel čety s ním bojoval na ruské frontě. V prosinci 1916 byl převelen na frontu italskou, kde v srpnu 1917 padl do zajetí. V říjnu téhož roku se přihlásil do československého vojska, v dubnu 1918 byl přijat a v hodnosti poručíka zařazen jako velitel výzvědné hlídky v blízkosti Gardského jezera.

### Mezi světovými válkami
V hodnosti nadporučíka se Ludvík Cibulka v prosinci 1918 vrátil do Československa a na nějaký čas byl odvelen na Slovensko. V listopadu 1919 se stal přednostou expozitury československých legií v Olomouci. Od července 1921 působil jako přednosta skupiny u nákupního a výrobního odboru Ministerstva národní obrany. V roce 1922 už jako štábní kapitán byl jmenován pobočníkem pěší brigády v Olomouci, v roce 1925 pak velitelem náhradního praporu v Uherském Hradišti. V závěru roku 1927 se stal velitelem praporu v Šumperku, dále se vzdělával a byl povýšen na majora. Od roku 1931 působil jako zpravodajský důstojník na velitelství divize v Olomouci, poté byl již jako podplukovník převelen v roce 1935 do Místku jako velitel náhradního praporu. 1. prosince 1936 byl jmenován velitelem praporu Stráže obrany státu v Moravské Ostravě a současně vojensko-technickým referentem u hlavního okresního politického úřadu tamtéž. Prapor, kterému velel byl druhým největším v Československu, početně se vyrovnal pluku.

### Druhá světová válka
Po rozpuštění armády se Ludvík Cibulka v dubnu 1939 zapojil se do Obrany národa jako velitel prostějovského okresu. Po vypuknutí druhé světové války provedlo Gestapo akci Albrecht der Erste, při které bylo hned v prvních hodinách zatčeno velké množství veřejně známých osob (Emil Filla, Josef Čapek, Ferdinand Peroutka a mnoho dalších) mezi nimi i Ludvík Cibulka. Nejprve byl internován ve Štěpánově, 11. září byl přemístěn do Dachau, o necelý měsích později pak do Buchenwaldu, kde byl 30. března 1941 umučen. Urna s jeho popelem byla vrácena rodině a uložena nejdříve v kolumbáriu v Brně, odkud byla nedávno přesunuta do rodinného hrobu ve Slatině u Bílovce.

### Po druhé světové válce
25. října 1946 byl dekretem prezidenta republiky Ludvík Cibulka in memoriam povýšen do hodnosti plukovníka.

## Rodina
Pocházel z hornické rodiny Antonína a Františky Cibulkových. V roce 1919 oženil s Antonií Hannsovou, v roce 1922 se mu narodil syn Svatopluk a v roce 1930 narodila dcera Olga.
Nejedná se o Antonii Hannsovou,ale o Hanusovou.